# Rivière Godbout
Der Rivière Godbout ist ein Fluss in der Verwaltungsregion Côte-Nord der kanadischen Provinz Québec.

## Flusslauf
Der Rivière Godbout bildet den Abfluss des 330 m hoch gelegenen Sees Lac de la Traverse im Bergland 70 km nördlich der Küste des Sankt-Lorenz-Strom-Ästuars sowie 9 km vom Stausee Lac Sainte-Anne entfernt. Er fließt anfangs in östlicher Richtung, wendet sich dann aber nach dem Zusammenfluss mit dem Rivière Godbout Est nach Süden und mündet 1,5 km südlich der municipality de village Godbout in das Ästuar des Sankt-Lorenz-Stroms – 40 km östlich von Baie-Comeau. Der Fluss hat eine Länge von etwa 107 km. Er entwässert ein Areal von 1575 km². Der mittlere Abfluss an der Mündung beträgt 42 m³/s.